# 타이슨 탄
타이슨 탄(1984년 8월 29일~)은 중국의 컨셉 아티스트이자 캐릭터 디자이너이다. 그는 KDE의 마스코트인 콘키를 다시 설계한 것은 물론, 자유-오픈 소스 소프트웨어 프로젝트를 위한 몇몇 다른 마스코트들을 설계한 것으로 유명하다.

## 언어
타이슨은 중국어, 영어, 일본어를 구사한다.

## 예술 스타일

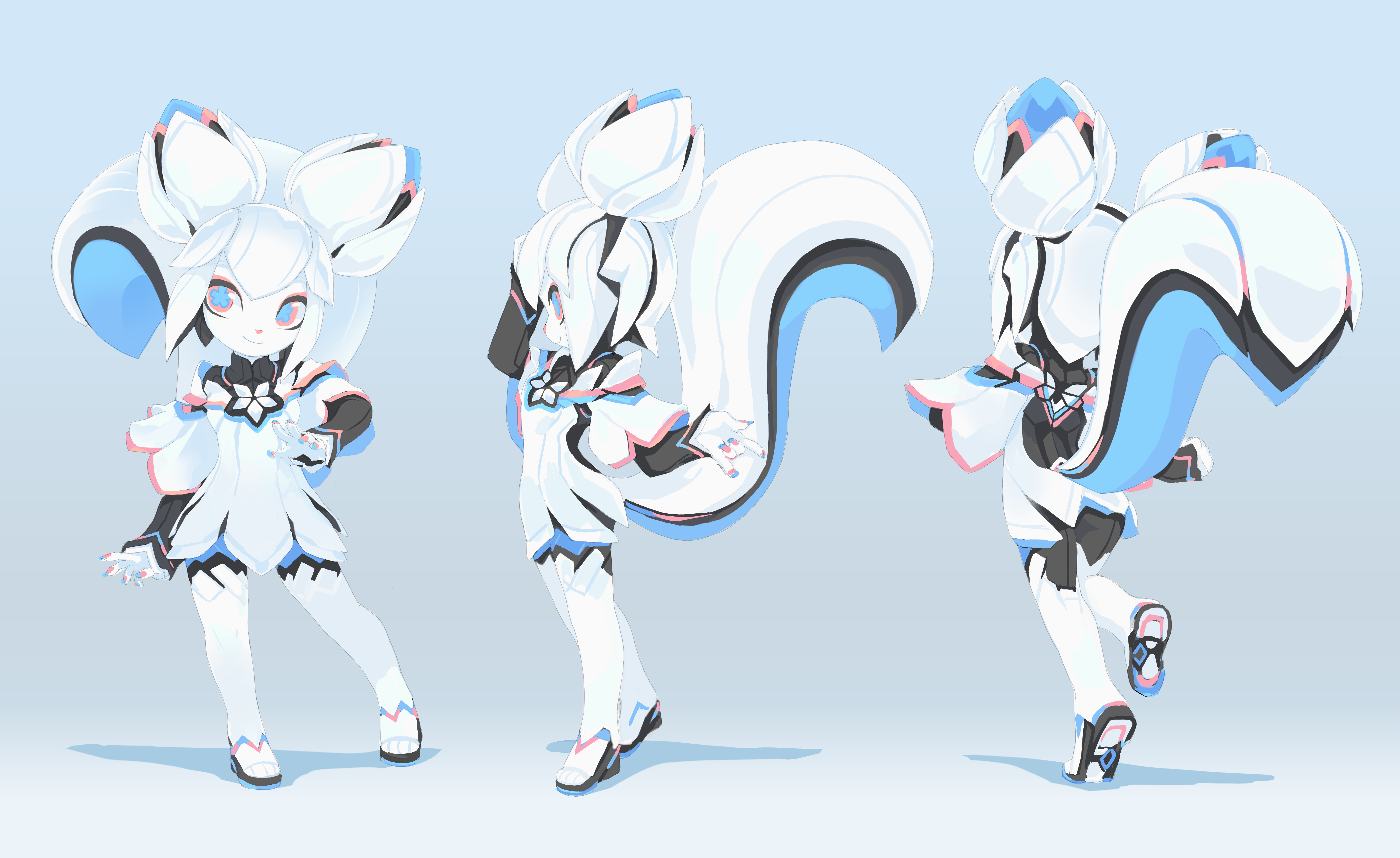
키키 사이버 스쿼럴, 타이슨 탄의 디자인 시트, 그의 독특한 유기 스타일을 보여준다.

일반적으로, 타이슨은 아니메와 서양 카툰에서 영감을 얻는 예술 스타일을 가지고 있다. 그는 주로 의인화된 동물 캐릭터를 그린다. 그는 또한 유기적인 모양을 가진 로봇 캐릭터를 디자인하면서 기계적인 세부 사항을 확신할 수 있는 능력으로 유명하다.

## 작업

### 자유-오픈 소스 소프트웨어 마스코트

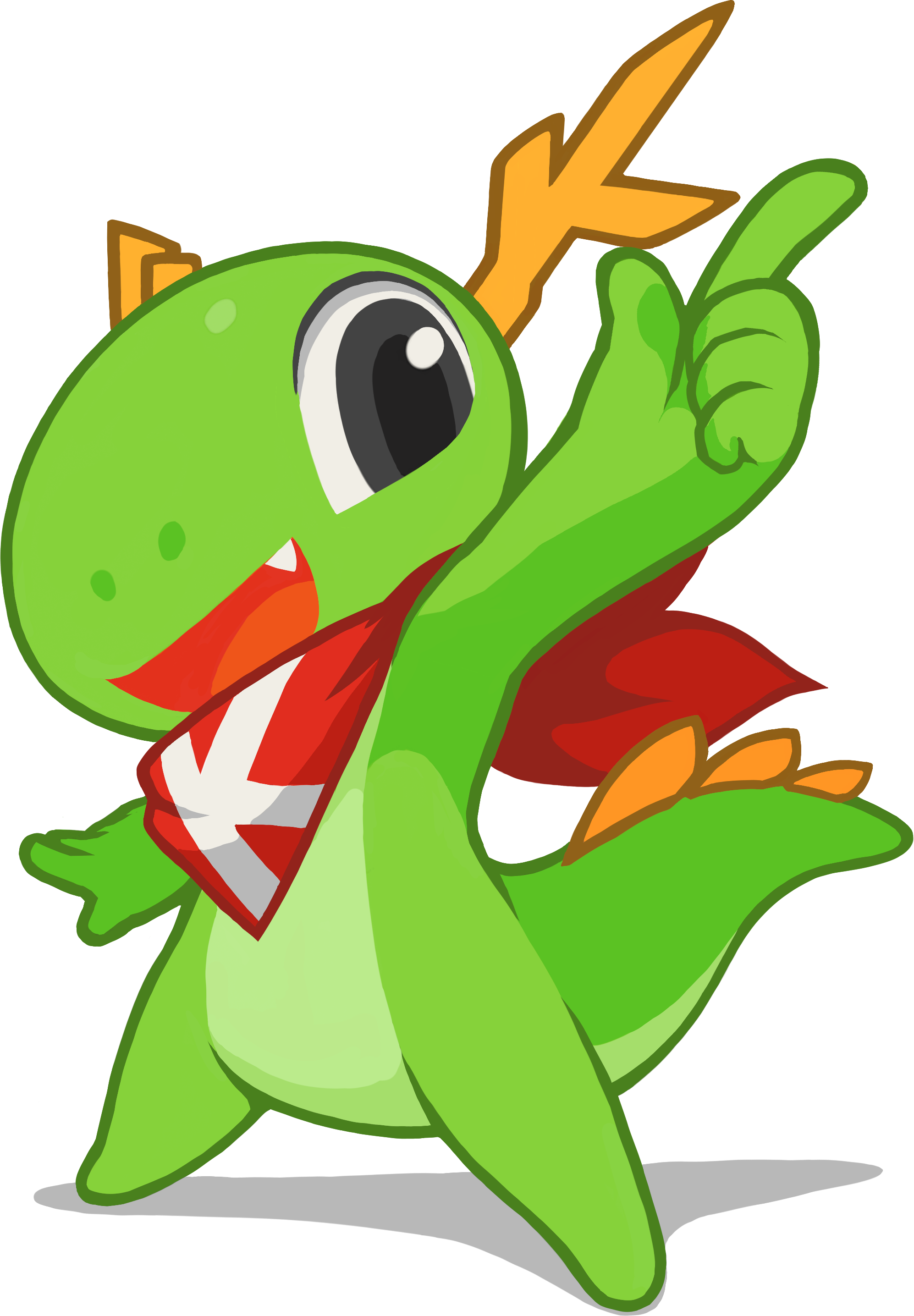
타이슨 탄의 KDE 마스코트 콘키

타이슨은 2012년에 디지털 페인팅 소프트웨어 크리타를 위한 마스코트로 키키 사이버 스쿼럴을 디자인했으며, 이후 크리타의 스타트업 아트워크 예술가였다. 2013년에는, KDE의 마스코트인 콘키의 재설계한 그의 컨셉이 경연에서 선택되어 KDE 버전 5.x 이후로 사용되었다. 그는 또한 케이트 우드피커를 2014년에 고급 텍스트 편집기 케이트의 마스코트로 디자인했다. 타이슨은 2017년 말 문서 재단에서 열린 대회에서 리브레오피스의 마스코트를 제출했으나 그의 마스코트는 성공하지 못했다.

### 비디오 게임
타이슨은 인디 플랫폼 게임인 프리덤 플래닛을 출시하기 위해 여러 장의 팬 아트를 그렸다. 그의 팬 아트는 나중에 게임의 개발자이자 퍼블리셔인 갤럭시트래일에 의해 판촉 목적으로 채택되었다. 그는 나중에 게임의 속편인 프리덤 플래닛 2의 컨셉 아티스트이자 캐릭터 디자이너가 되었다.

## 자유 문화로 작업하기
타이슨은 2012년부터 자유-오픈 소스 소프트웨어만 사용 중인 것으로 나타났다. 그는 여러 자유-오픈 소스 소프트웨어 프로젝트를 다양한 방법으로 지원해 왔다. 그는 다른 사람들이 그의 작품을 이용하는 것에 대한 관대한 태도를 가지고 있으며, 크리에이티브 커먼즈와 같은 자유 허가하에 대부분의 작품을 이용 허가한다.

## 같이 보기
- 콘키, KDE의 마스코트
- 키키 사이버 스쿼럴, 크리타의 마스코트
- 케이트 우드피커, 케이트 에디터의 마스코트
- 프리덤 플래닛 2